# Czarna (gmina w powiecie bieszczadzkim)
Czarna – gmina wiejska w województwie podkarpackim, w powiecie bieszczadzkim. W latach 1975–1998 gmina położona była w województwie krośnieńskim.
Siedzibą gminy jest Czarna Górna.
Według danych z 30 czerwca 2007 gminę zamieszkiwało 2384 osób. Natomiast według danych z 31 grudnia 2017 roku gminę zamieszkiwało 2418 osób.

## Historia

### 1934–1939
Gminę zbiorową Czarna utworzono 1 sierpnia 1934 roku w województwie lwowskim, w powiecie leskim, z dotychczasowych jednostkowych gmin wiejskich:  Czarna, Paniszczów, Rabe ad Ustrzyki Dolne, Sokołowa Wola, Zadwórze i Żołobek. Gminy te przekształcono 17 września 1934 w 11 gromad (sołectw) gminy Czarna.

### 1939–1941
Po wybuchu II wojny światowej granica niemiecko-sowiecka przedzieliła gminę wzdłuż Sanu. Cała gminy Czarna przeszła pod okupację radziecką, gdzie została zniesiona  17 stycznia 1940 i włączona do nowo utworzonego tam rejonu ustrzyckiego w obwodzie drohobyckim.

### 1941–1944
Rejon ustrzycki przestał istnieć wraz z wybuchem wojny niemiecko-radzieckiej 22 czerwca 1941. Na mocy dekretu Adolfa Hitlera z 1 sierpnia 1941 obszar dawnej gminy Czarna wszedł w skład Generalnego Gubernatorstwa i utworzonego tam nowego dystryktu Galicja, gdzie odtworzono gminę Czarna w jej oryginalnych granicach. 15 listopada 1941 gminę Czarna włączono do powiatu sanockiego w dystrykcie krakowskim.
W 1943 roku gmina Czarna liczyła 4972 mieszkańców (2286 w Czarnej, 1084 w Paniszczowie, 521 w Rabem, 496 w Sokołowej Woli, 273 w Zadwórzu i 312 w Żołobku).

### 1944–1952
Latem 1944 przywrócono ponownie granicę na Sanie po zajęciu wschodnich terenów przez Armię Czerwoną, włączając ponownie cały obszar gminy Czarna do reaktywowanego 31 lipca 1944 rejonu ustrzyckiego w ZSRR. Dawny obszar gminy podzielono na pięć rady wiejskie:
- rada wiejska Czarna (Чорнянська сільська рада) – wieś Czarna (Чорна), chutor Kadołbyszcze (Кадовбище), Łazy (Лази), Nagórny (Нахирний), Skórkowe (Скіркове);
- rada wiejska Hoszów (Гошівська селищна рада) – wieś Hoszów (Гошів), chutor Zadwórze (Задвір'я);
- rada wiejska Paniszczów (Панищівська сільська рада) – wieś Paniszczów (Панищів);
- rada wiejska Rabe (Рябенська сільська рада) – wieś Rabe (Рябе), chutor Żołobek (Жолобик);
- rada wiejska Sokołowa Wola (Соколово-Волянська сільська рада) – wieś Sokołowa Wola (Соколова Воля).

### 1952–1954
W wyniku włączenia do Polski z ZSRR w grudniu 1951 prawie całego rejonu ustrzyckiego w ramach umowy o zmianie granic z 15 lutego 1951, obszar ten przekształcono w nowy powiat ustrzycki z siedzibą w Ustrzykach Dolnych.
1 stycznia 1952 w powiecie ustrzyckim w woj. rzeszowskim reaktywowano dawną gminę Czarna, jedak bez gromady Paniszczów, którą włączono do reaktywowanej gminy Polana. Obszar gminy Czarna zwiększył się jednak o wyłączone z ZSRR gromady Bystre, Lipie i Michniowiec, należące przed wojną do gminy Łomna w powiecie turczańskim.
Uformowanie granicy państwowej o kształcie linii prostej na tym odcinku spowodowało serię utrudnień zarówno w Polsce jak i ZSRR. W całości w granicach Polski znalazł się tylko dotychczasowy sielsowiet Lipie oraz prawie cały sielsowiet Bystre, oprócz południowo-wschodniego fragmentu, który zintegrowano z sielsowietem Mszaniec w ZSRR. Ponadto w granicach Polski znalazała się spora, zachodnia część sielsowietu Mszaniec (zintegrowano ją częściowo z Bystrem i częściowo z Bandrowem Narodowym w Polsce) oraz południowo-zachodnia część sielsowietu Łopuszanka (zintegrowano ją z Michniowcem z Polsce). Ponadto spora, północno-wschodnia część sielsowietu Michniowiec (około jedna trzecia) pozostała także w ZSRR, gdzie została zintegrowana z sielsowietem Łopuszanka w rejonie strzyłeckim w obwodzie drohobyckim. Włączenie zachodniej części dawnej gminy Łomna do Polski przecięło niefortunnie historycznie uwarunkowane ciągi komunikacyjne w tym regionie; szczególnie włączenie Michniowca do Polski odcięło jedyne połączenie drogowe Łopuszanki ze Strzyłkami (siedzibą rejonu), przez co Łopuszcance pozostało tylko południowe połączenie z Chaszczowem w rejonie turczańskim w tymże obwodzie. Spowodowało to z kolei konieczność włączenia Łopuszanki do rejonu turczańskiego, do czego doszło 10 grudnia 1951.
1 lipca 1952 gmina Czarna w dalszym ciągu nie została podzielona na gromady. Doszło do tego 29 września 1952, kiedy obszar odzyskany od ZSRR podzielono na siedem gromad:
- Bystre  (wieś Bystre, 3603,80 ha);
- Czarna (wieś Czarna, 2352 ha);
- Lipie (wieś Lipie, 935 ha);
- Michniowiec (wieś Michniowiec, 1809 ha);
- Rabe (wieś Rabe i przysiółek Zadwórze, 665,59 ha);
- Sokołowa Wola (wieś Sokołowa Wola, 672 ha);
- Żołobek (wieś Żołobek, 431,98 ha).

Wkrótce zniesiono gromadę Sokołowa Wola, włączając ją do gromady Czarna.
Gminę Czarna zniesiono 29 września 1954 roku wraz z reformą wprowadzającą gromady w miejsce gmin. Jej prawie cały obszar wszedł w skład nowej gromady Czarna, oprócz przysiółka Zadwórze, który włączono do gromady Jasień i PGR-u Czarna, który włączono do gromady Polana.

### 1973–
Gminę wiejską Czarna reaktywowano 1 stycznia 1973 w powiecie bieszczadzkim w woj. rzeszowskim w związku z kolejną reformą administracyjną. Gmina objęła:
- 7 sołectw: Czarna Dolna, Czarna Górna, Lipie, Michniowiec, Polana, Rabe i Żłobek;
- 9 obrębów ewidencyjnych: Bystre, Chrewt, Paniszczów, Rosochate, Rosolin, Serednie Małe, Sokołowa Wola, Tworylne i Wydrne.

Nowa gmina Czarna objęła obszar zupełnie inny niż w jej pierwotnej odsłonie, a w jej skład weszły miejscowości należące przed wojną do:
- gminy Czarna w powiecie leskim – Czarna Dolna, Czarna Górna, Paniszczów, Rabe, Sokołowa Wola, Zadwórze i Żołobek;
- gminy Polana w powiecie leskim – Chrewt, Rosochate, Rosolin, Serednie Małe i Wydrne (miejscowości te po raz pierwszy znalazły się w granicach gminy Czarna);
- gminy Zatwarnica w powiecie leskim – Tworylne (miejscowość Tworylne po raz pierwszy znalazły się w granicach gminy Czarna, ponieważ po zniesieniu gminy Zatwarnica w 1952 roku, należała w latach 1952–1954 do gminy Polana);
- gminy Łomna w powiecie turczańskim – Bystre, Lipie i Michniowiec;
- gminy Ławrów w powiecie turczańskim – zachodnie stoki Mszańca między Bandrowem Narodowym a Bystrem.

1 czerwca 1975 roku gmina znalazła się w nowo utworzonym woj. krośnieńskim.
Od 1999 w powiecie bieszczadzkim w nowym województwie podkarpackim.

## Struktura powierzchni
Według danych z roku 2005 gmina Czarna ma obszar 184,62 km², w tym:
- użytki rolne: 26%
- użytki leśne: 60%

Gmina stanowi 16,22% powierzchni powiatu.

## Demografia

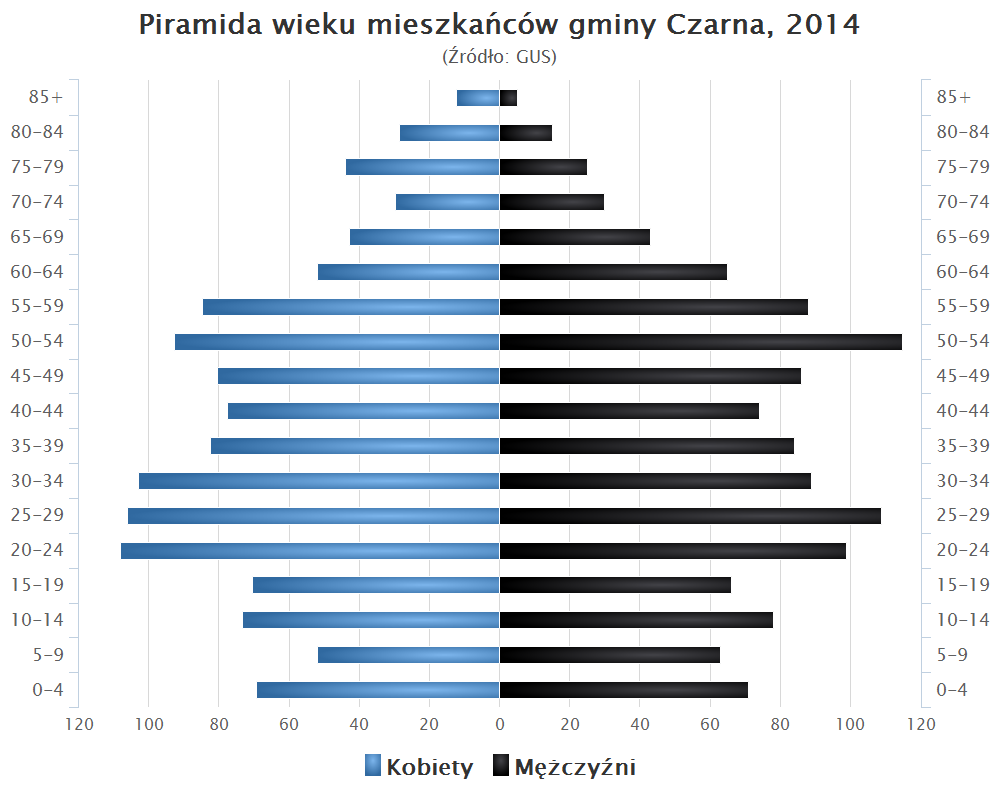
Piramida wieku mieszkańców gminy Czarna w 2014 roku

Dane z 31 grudnia 2017 roku:
| Opis                              | Ogółem | Ogółem | Kobiety | Kobiety | Mężczyźni | Mężczyźni |
| --------------------------------- | ------ | ------ | ------- | ------- | --------- | --------- |
| jednostka                         | osób   | %      | osób    | %       | osób      | %         |
| populacja                         | 2 418  | 100    | 1226    | 50,7    | 1192      | 49,3      |
| gęstość zaludnienia (mieszk./km²) | 13     | 13     | 7       | 7       | 6         | 6         |

## Sołectwa[2]
- Czarna Dolna
- Czarna Górna
- Lipie
- Michniowiec
  - Bystre
- Polana
  - Chrewt
  - Olchowiec
  - Serednie Małe:
  - Wydrne
- Rabe
- Żłobek

Miejscowości niezamieszkane na terenie sołectwa:
- - Paniszczów
  - Rosochate
  - Rosolin
  - Sokołowa Wola
  - Tworylne

## Sąsiednie gminy
Cisna, Lutowiska, Solina, gmina Ustrzyki Dolne. Gmina sąsiaduje z Ukrainą.